# 拉脫維亞

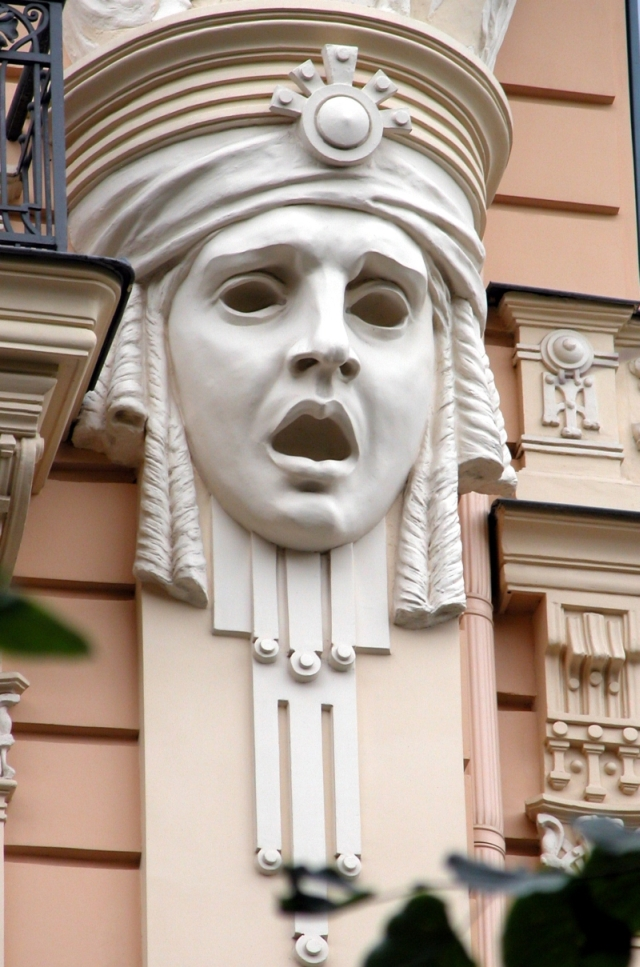
里加的新藝術建築

拉脫維亞共和國，通稱拉脫維亞（發音：[ˈlatvija] ⓘ)；立窩尼亞語：），是位于波罗的海东岸的欧洲东北部国家，是波羅的海國家之一。根據地理分區的不同定義，拉脫維亞被認為處在北歐和中東歐。北、南、東分別與愛沙尼亞、立陶宛及俄羅斯為鄰，西邊隔波羅的海與瑞典相對，東南國境則與白俄羅斯接壤。拉脫維亞總人口數為1,934,379（2018年），國土面積64,589 km2（24,938 sq mi），氣候為溫帶海洋性氣候。
政治體制上，拉脫維亞是一個民主議會共和制國家，於1918年建國，以里加為首都；而作為單一制國家，自2021年7月起拉脫維亞全國分為43個行政區域，包括7个国家级城市和36个市镇。在語言上，拉脫維亞以僅存的兩個波羅的語族語言之一——拉脫維亞語為官方語言（另一個是立陶宛語），是該國主要民族拉脫維亞人的母語；另一方面，俄語在該國也有廣泛使用。立窩尼亞人作為該國原住民族，則使用烏拉爾語系的立窩尼亞語，但該語言已逐漸步入死亡。
拉脫維亞是北歐理事會、歐洲聯盟、北大西洋公約組織、歐洲委員會、聯合國、經濟合作與發展組織、波羅的海國家理事會、國際貨幣基金組織、北歐投資銀行及歐洲安全與合作組織等國際組織成員國。2014年時，拉脫維亞在人類發展指數中排名第49，是高收入經濟體之一。該國曾使用拉脫維亞拉特為其法定貨幣，直到2014年加入歐元區，以歐元作為新的法定货币。

## 歷史
公元前3000年左右，拉脱维亚人的祖先定居在波罗的海的东岸。公元前900年，几个不同的波罗的海部落定居在拉脱维亚：克罗尼人、塞梅加廉人、拉特加廉人、瑟罗尼亚人（拉脱维亚语: kurši, zemgaļi, latgaļi, sēļi）以及说芬兰语支语言的立窝尼亚人。波罗的海人建立了到古罗马的商路，以当地产琥珀交换贵金属。
尽管上千年来当地人和外部世界一直保有联系，但完全融入欧洲社会已经是12世纪了。12世纪晚期，第一个传教士由教宗派遣，来到了道加瓦河下游进行传教。并且逐渐建立了由德意志商人和传教士为主的定居点。但当地居民却没有接受基督教。于是日耳曼十字军被派往拉脱维亚，用武力强迫当地居民改信基督教。这时，克罗尼人、塞梅加廉人、拉特加廉人、瑟罗尼亚人都已建立自己的王国并与入侵者对抗。但在13世纪早期，德意志人控制了今日拉托维亚的大部以及爱沙尼亚的南部地区，并且在被征服地区建立了十字军国家，即后来所知的玛利亚地或立窝尼亚。里加成为了主要的贸易中心，并于1281年的加入了汉萨同盟。16世紀立窩尼亞戰爭結束後庫尔蘭公國成立，拉脫維亞地區成為波蘭立陶宛聯邦的諸侯國及屬國。17世紀庫尔蘭公國在非洲、美洲等地建立了殖民地。
18世紀時，俄國從瑞典帝國和波蘭立陶宛聯邦獲取了現拉脫維亞的所有領土。第一次世界大戰時拉脫維亞被德國佔領，一战結束後，拉脫維亞于1918年11月18日獲得獨立，但在第二次世界大戰期間，蘇聯再次吞并拉脫維亞，並將其納爲一個加盟共和國。1941年6月蘇德戰爭爆發，納粹德國北方集團軍迅速打败苏联軍隊佔領了拉脱維亞全境，納粹德國為方便佔領波羅的海國家将拉脫維亞与立陶宛、愛沙尼亞及白俄羅斯部分地區合併為奥斯蘭總督轄區。1944年苏联反攻德國，佔領了拉脫維亞。二战结束後拉脫維亞再次被苏联控制直到1980年代。
蘇聯于1980年代時開始進行政治改革，這也促進了波罗的海獨立運動的發展。1991年8月21日，拉脫維亞再次宣佈獨立，苏联国务委员会也在同年9月6日承认拉脱维亚独立。驻扎在拉脱维亚的俄罗斯军队在1998年关闭最后一个军事雷达站并在1999年撤出。自獨立以來，拉脫維亞積極培養和西方各國的關係，並已于2004年加入歐盟和北約。
現今拉脫維亞關心境內之少數民族，幫助俄罗斯人、猶太人、烏克蘭人、愛沙尼亞人及立陶宛人建立學校，且成立各民族之文化社團。拉脫維亞政府關於民族語言及經濟文化之政策，尤其在官方語言及國籍之認定，常引來國內俄裔人士之不滿。:135
近年來，拉脫維亞面臨嚴重的人口問題。人口已從剛獨立時的270萬減少到了190萬（減少約三分之一）。人口加速流失的主要原因是年輕人失業率高，收入水平低，導致他們移民前往歐盟其他國家定居。

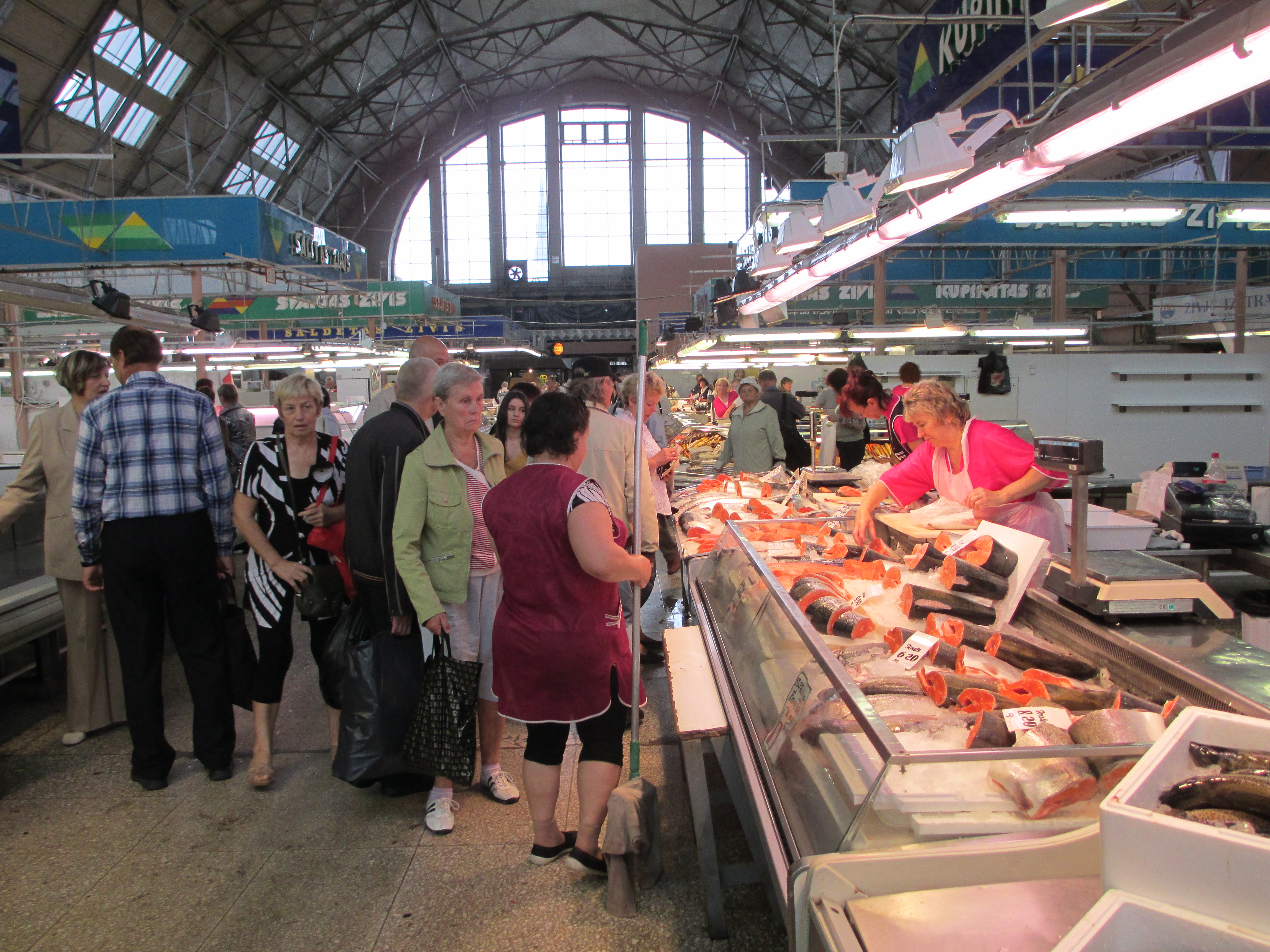
里加中央市場
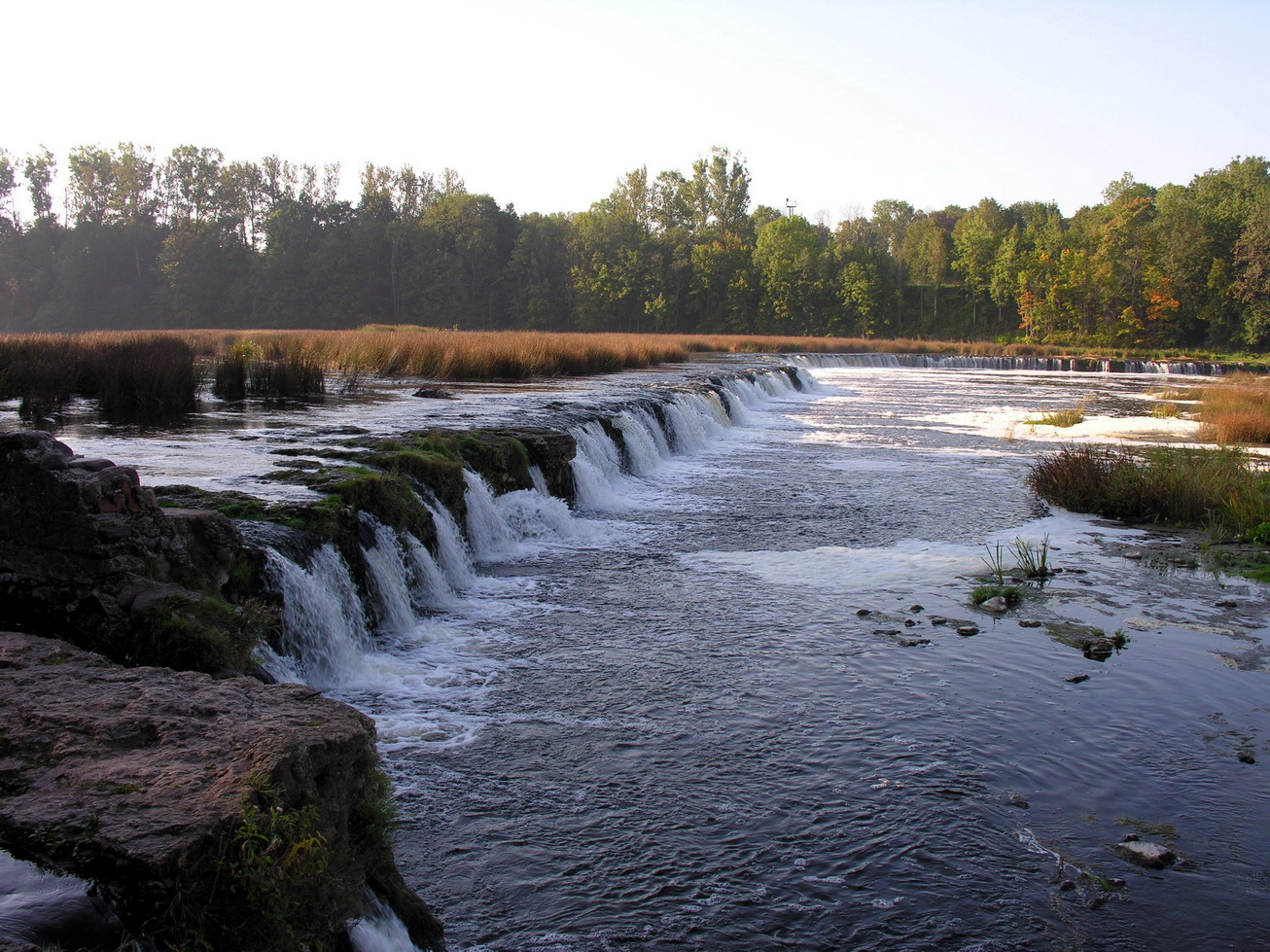
文塔瀑布
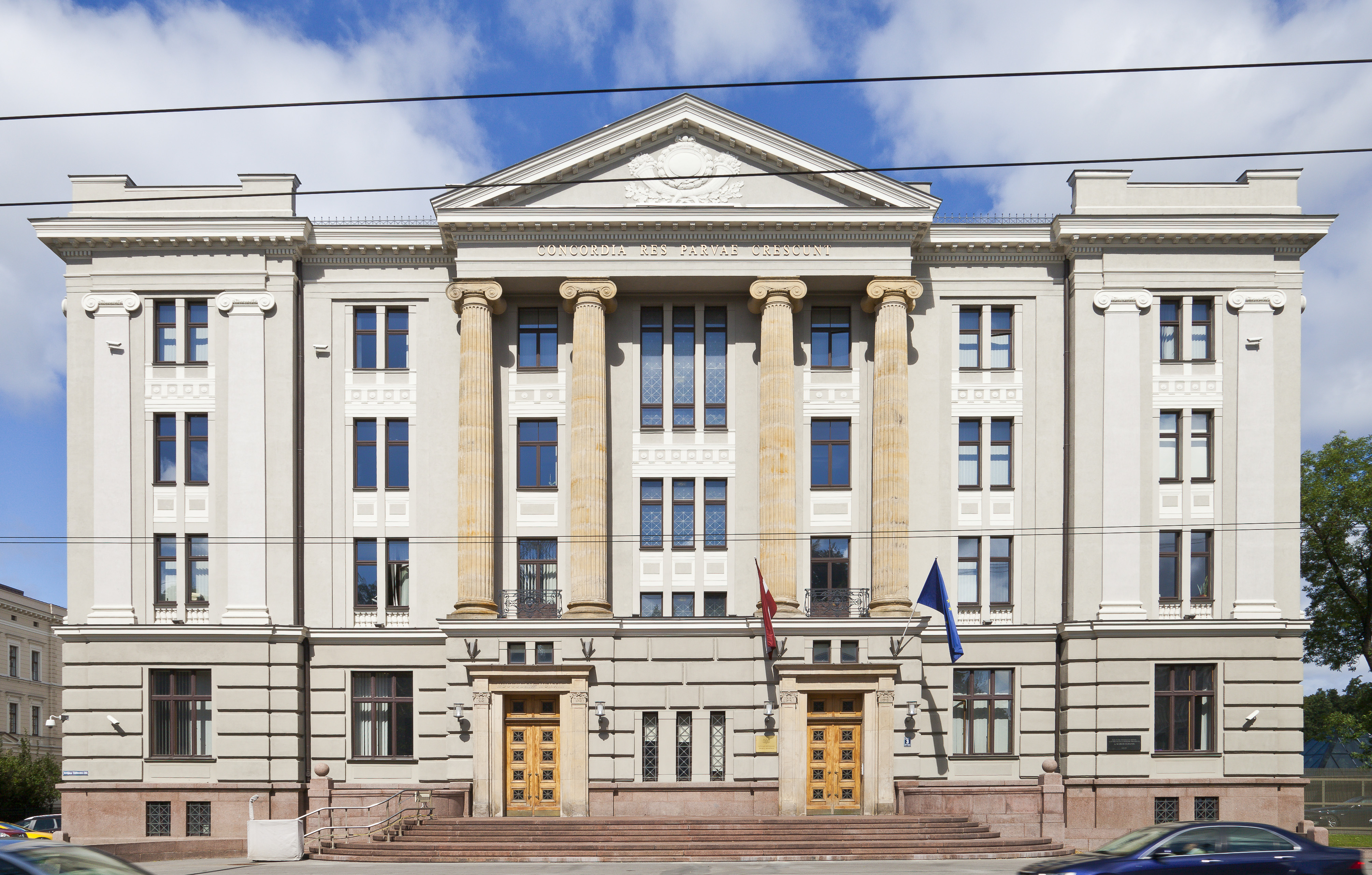
外交部
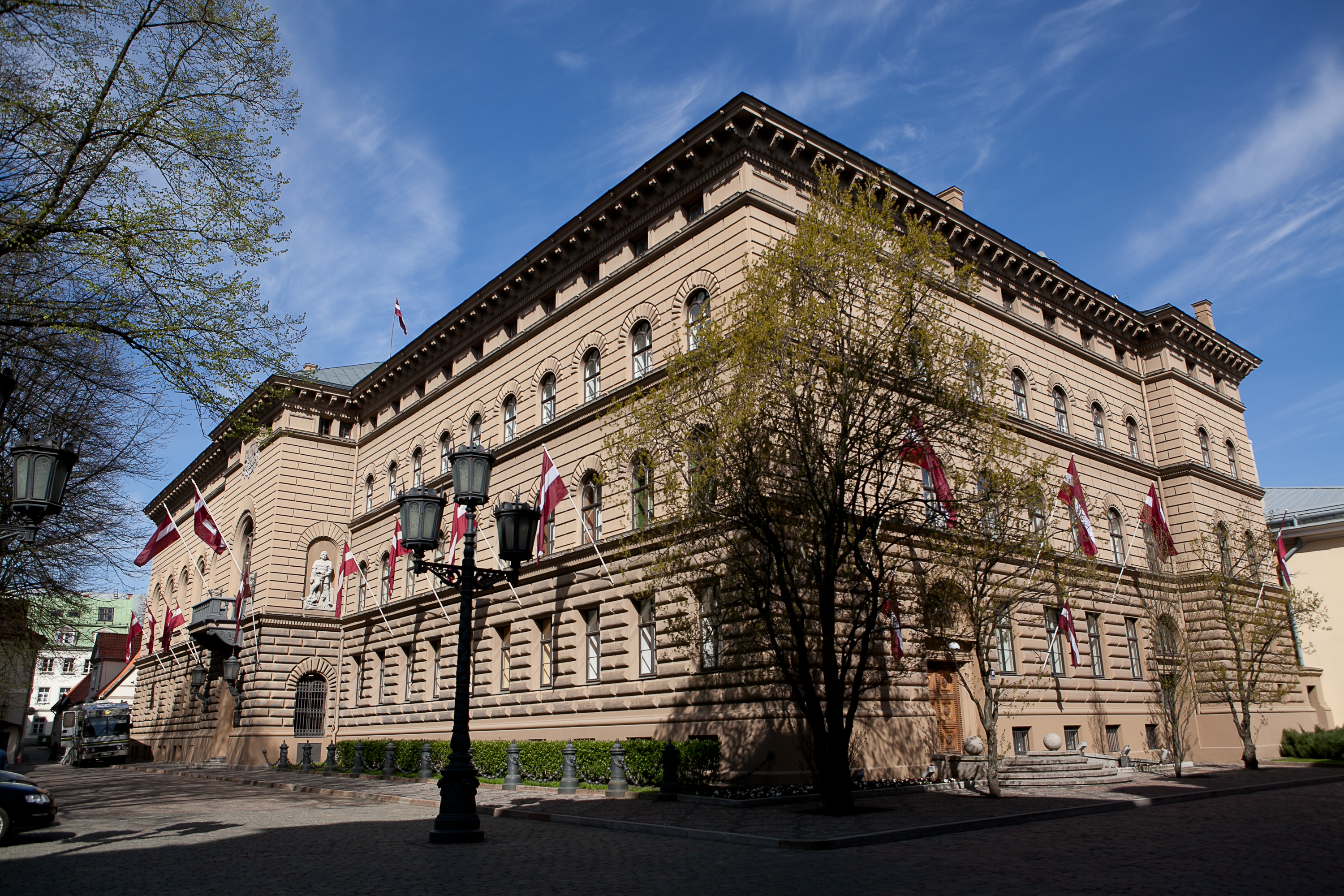
拉脫維亞議會
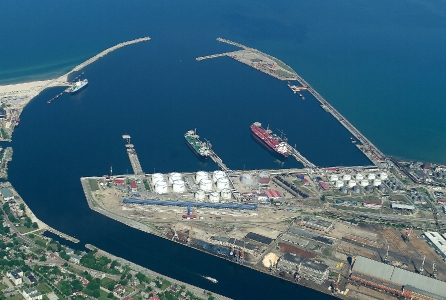
文茨皮尔斯港
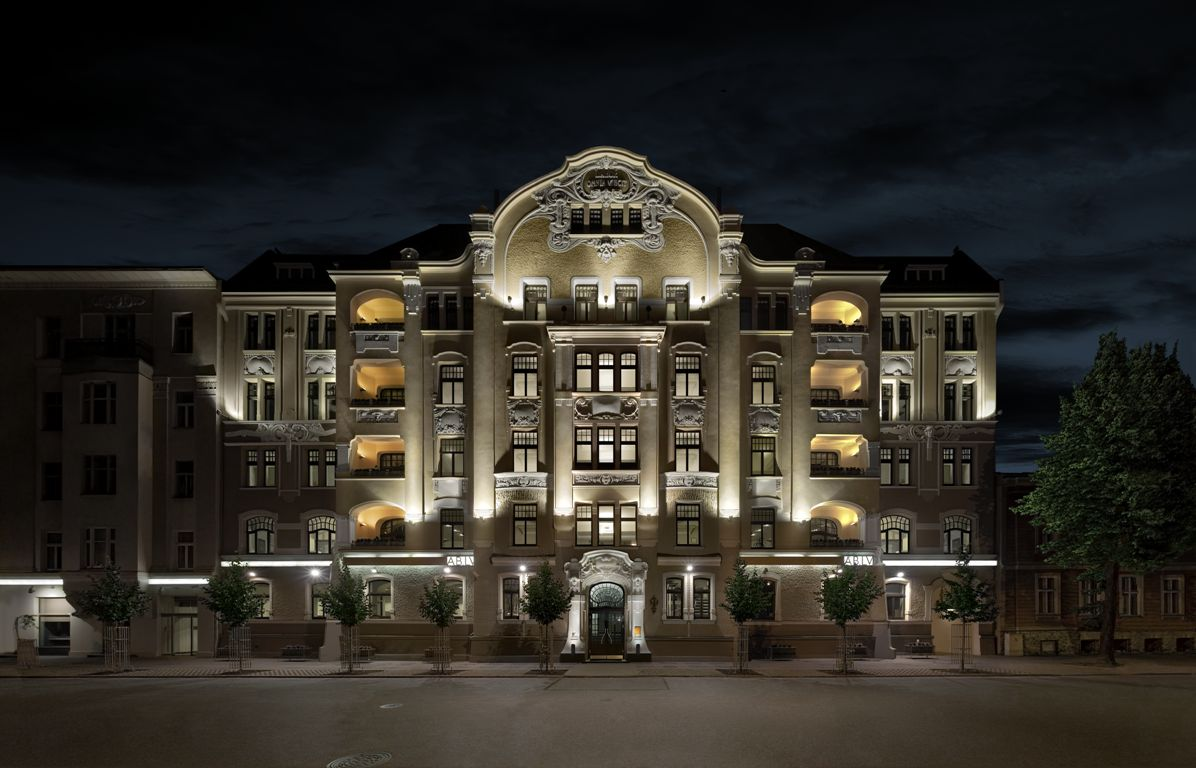
阿伊茲克勞克萊斯銀行
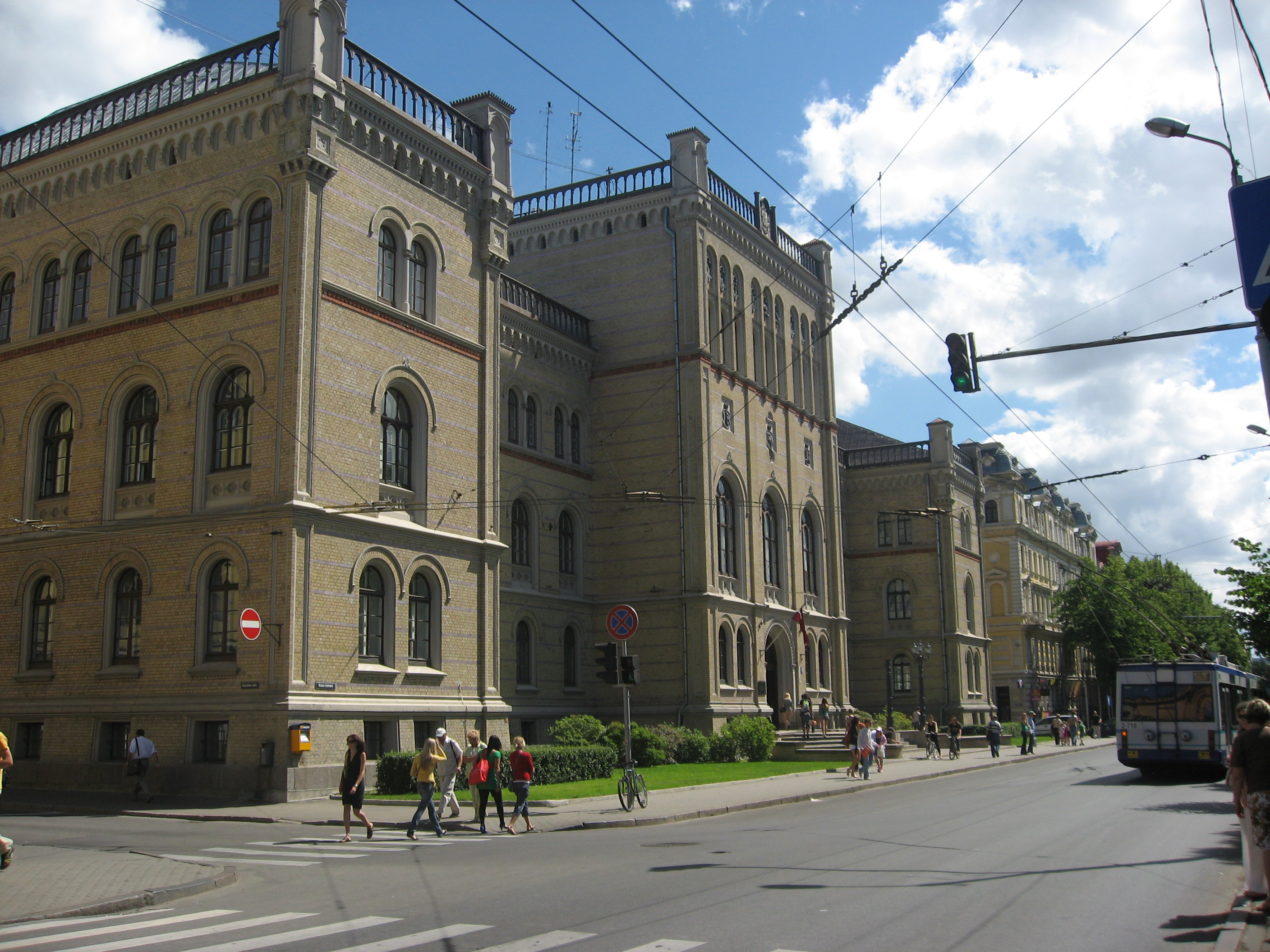
拉脫維亞大學
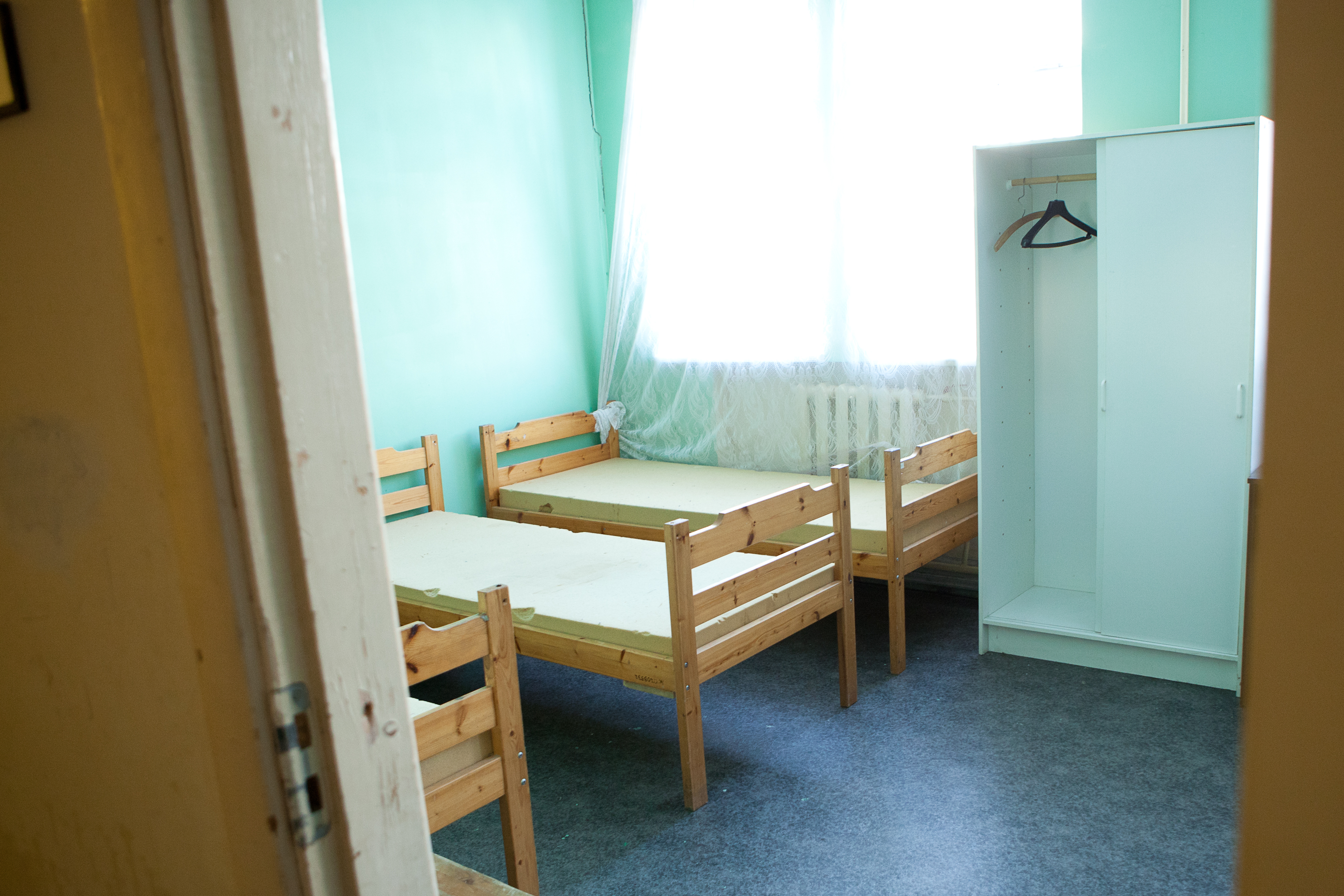
邊境居留營

## 政治
拉脫維亞立法機構爲一院制的拉脫維亞議會（Saeima），有100個席位，每四年通過國民直接選舉選出。拉脫維亞總統則是通過議會選舉，每四年選出。總統任命拉脫維亞總理和内閣，並接受議會的信任投票。行政機構由總理和内閣組成。這套政治體系在第二次世界大戰爆發前就已在拉脫維亞存在。
2006年10月7日，议会选举举行。人民黨获得100个席位中的23席，綠人與農民聯盟获得18席，新时代党得到18席，和谐中间党占据17个席位，拉脱维亚第一党/拉脱维亚道路竞选联盟、祖国与自由联盟、为了统一的拉脱维亚人权党分别获得10个、8个和6个席位。人民党、绿党和农民联盟、拉脱维亚第一党和拉脱维亚道路竞选联盟以及祖国与自由联盟组建联合政府，艾加尔斯·卡尔维蒂斯继续担任总理。2007年5月31日，议会举行总统选举，瓦尔季斯·扎特莱尔斯当选。
在第十三届议会（2018年）有新保守党（16席位，首次进入议会）、为了发展党（13席位，首次进入议会）、民族联盟（12席位）等组成，主要反对党为和谐党（22席位）。
　　

## 行政區劃

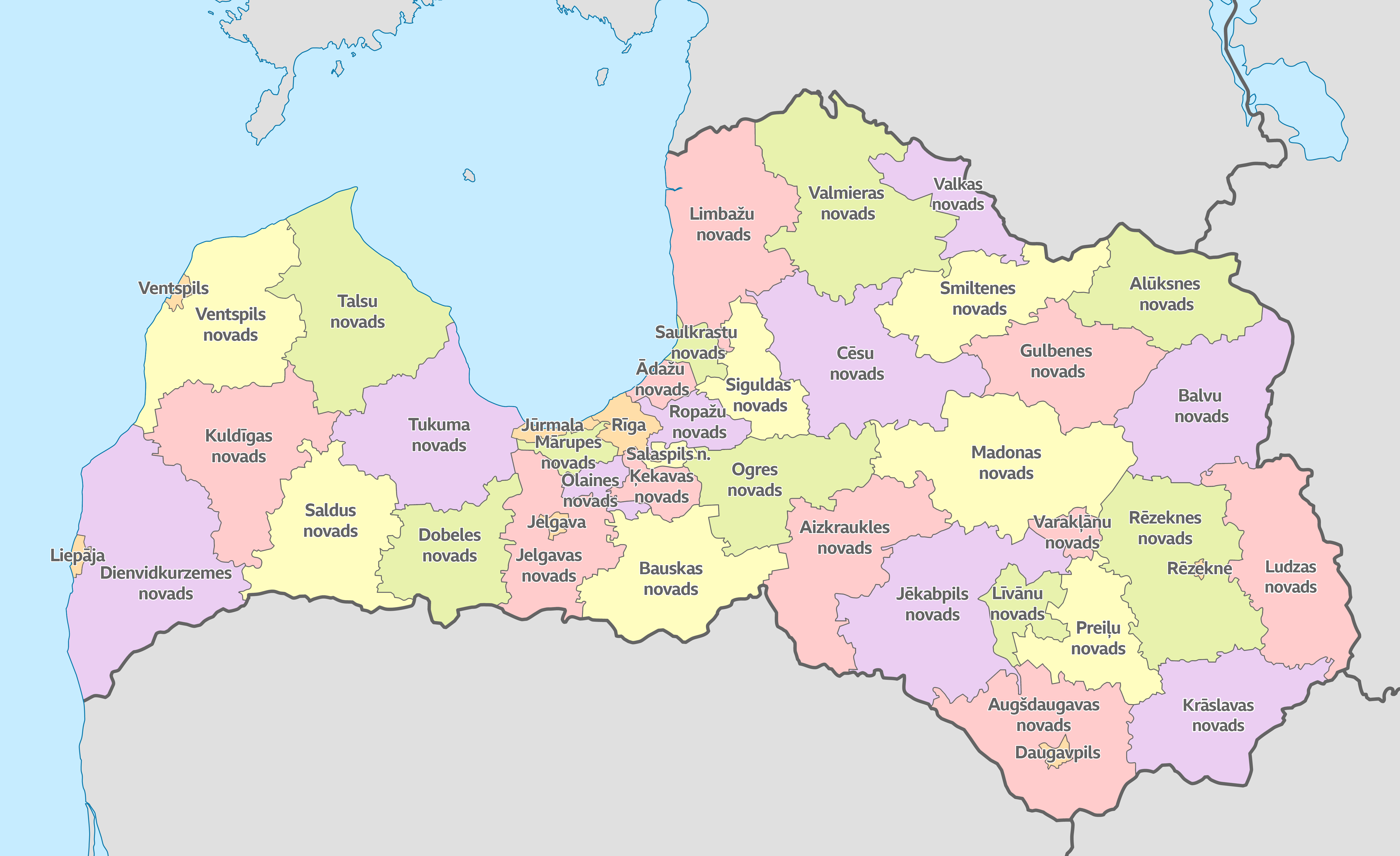
自2021年7月1日起的拉脱维亚行政區圖

2009年7月1日起，拉脫維亞分為9個直轄市（pilsēta）、109個市鎮（novads）。
2020年6月10日，拉脱维亚议会批准了市镇改革方案。110个市镇和9个共和国城市精简为42个地方政府：35个市镇和7个国家级城市。2021年6月1日，拉脱维亚宪法法院裁定把瓦拉克利亞尼市镇合并至雷澤克內市镇为违宪行为。因此拉脱维亚议会决定保留瓦拉克利亞尼市镇为第43个地方政府。

## 地理
拉脱维亚位于波罗的海东岸，处在东欧平原，屬於北歐，北与爱沙尼亚，南与立陶宛，东与俄罗斯，东南与白俄罗斯接壤。国界线总长1862公里。海岸线总531公里。长全境地势低平，平均海拔87米，3/4地区海拔在120米以下，地貌为丘陵（东部和西部）和平原。重要河流有道加瓦河、利耶卢佩河和戈雅河。

## 经济

### 货币
于1993年6月28日发行拉特作为自己国家的货币。2014年1月1日正式加入欧元区。

### 自然资源
有泥炭以及白云石、石英砂、石膏等建筑材料。森林覆盖率38%。

### 经济简史
第二次世界大战期间，拉脱维亚的经济遭到严重破坏。但是，由于原有的经济基础良好，因此战后经济能夠迅速恢复和发展。1980年工业产值比1940年增长44倍，农业产值比1940年增长40%。1988年工农业生产总值为133.25亿卢布，国民收入为72.88亿卢布。1989年工农业生产总值和人均国民收入較去年分别增长2.1%和4.1%，为136.04亿卢布和76亿卢布。1990年拉脱维亚的国民生产总值占全苏的1.2%，居全苏第11位，是全苏经济发展水平最高的地区之一。拉脱维亚独立后，摒弃了前苏联高度集中的计划经济旧模式，改而实行向市场经济的基本经济政策。關於经济改革的主要构想和内容是：在所有制方面，彻底改革经济结构，实现国营财产的非国有化和私有化，改变以国家全民所有制为主导的经济体制；在经济管理上，打破国家的垄断，大力鼓励和发展市场经营活动。归结起来，拉脱维亚经济改革主要是彻底改变前苏联那套僵化的经济旧模式，最终建立起西欧式的资本主义市场经济。为此，独立以来，该国已颁布了关于改革财产权、实现私有化、开放价格等许多有关的法律和法令，并采取了一系列旨在实现经济模式向市场经济转營的实际措施。例如，独立以来它已基本开放了物价，价格由市场进行调节。拉脱维亚自从独立以来经济形势严峻。特别是1992年“经济十分困难”，人民生活水平严重下降。1992年8月该国职工平均工资2000拉脱维亚卢布（约合2300俄罗斯卢布）。

### 经济概况
工农业基础较好。工业在波罗的海三国居首位，农业居第二位。在原苏联时期，工业以耗金属少的机器制造业著称。主要生产电器、无线电、电子设备和医疗器械，并给原苏联其他共和国进行来料加工，成品返销。畜牧业发达，其产值占农业总产值的68%。独立后，开始推行私有化和市场经济，发行本国货币，实行新的税收政策和独立预算。由于同原苏联各国的传统贸易关系被破坏，能源和其他进口商品的供应遇到严重困难，一度导致生产大幅度下降。直到1994年经济才有所回升。从1991年起，拉脱维亚国民经济结构发生了明显变化，服务性行业在整个国民经济中所占的比重已由1990年的31%上升到1994年的51%。由于在宏观调控政策方面的失误，1995年夏发生金融危机，全国最大的商业银行－波罗的海银行宣布倒闭，使已出现的经济回升势头受到一定影响。1995年12月新政府组成后，主张积极发展生产，并力主恢复与俄罗斯及其他独联体国家的传统经济贸易联系。1996年国民经济略有回升，国内生产总值达50亿美元，较上年增长2.5%。

### 农业
1996年农业、畜牧业和林业产值占国民生产总值的8.7%。全国近1/3的人口住在农村、有17%的人从事农业生产。种植业以生产谷物、亚麻、甜菜、饲料和马铃薯为主。畜牧业主要是奶、肉两用的养畜业、饲养牛和猪。养蜂业发达。截至1995年初共建立了64264个家庭农业经济单位，319个农业企业中已有79个完成了私有化。年人均生产387公斤奶，404公斤马铃薯，348公斤谷物。

### 工业
1996年工业生产总值占国民生产总值的27.8%。主要工业门类：电子产品、机器制造、食品、轻工、纺织、建材、化工、木材加工等。

### 旅游
米耶斯都拉公园（里加的历史中心）、里加古城、尤尔马拉海滨、希古达和采西斯风景区、露天民俗博物馆、隆达列宫、
阿尔达利斯啤酒厂（Aldaris）、莱依玛巧克力厂（Laima）。

### 交通运输
铁路：总长2347千米，其中270千米电气化铁路。
公路：国家级公路线总长20227千米。 水运：内河航线全长350千米。主要海港有文茨皮尔斯、里加和利耶帕亚。
空运：有里加、文茨皮尔斯、利耶帕亚三个国际机场。拉有波罗的海航空公司、“拉特恰特”航空公司和“拉特帕斯”等三家航空公司。波罗的海航空公司（AIR BALTIC）创建于1995年，是拉唯一的国际航空公司，国家占99.8%股份。拉脱维亚国内主要以铁路和海运为主。
当地交通：拉脱维亚公共交通系统包括公交车、有轨电车和无轨电车。每日5：30—00：30运营，部分线路22：30停运。上车购票，票价0.2拉特。行车线路不易掌握，车站和车上只标明起点和终点站。出租车空车亮绿灯。

## 军事
1991年8月23日开始组建军队，11月成立国防部。国防力量由陆、海、空军和国民卫队组成。2006年前实行义务兵役，2007年1月开始实行军队职业化。根据本人意愿，军队与士兵签署3至15年的服役合約。

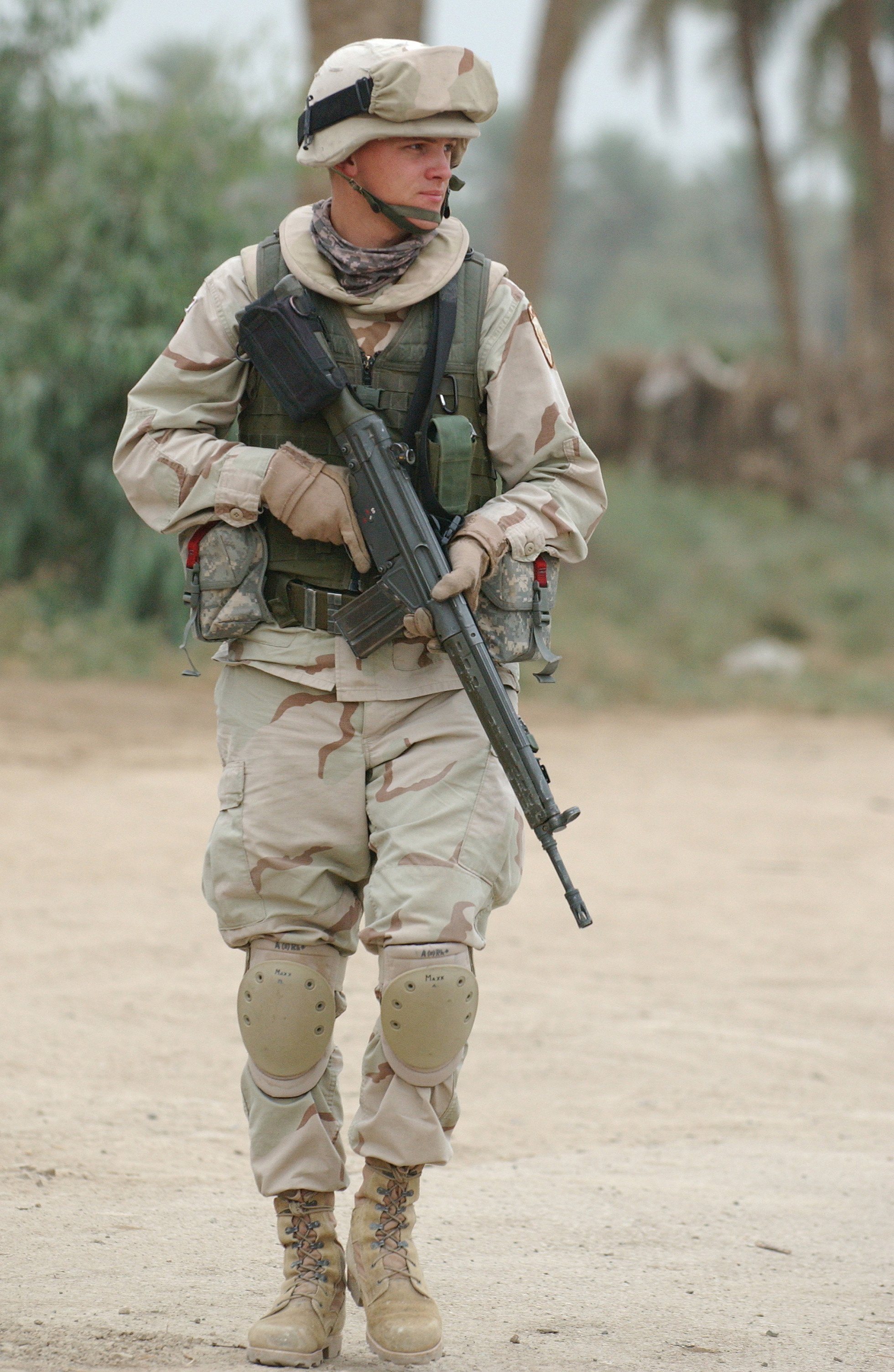
拉軍派駐伊拉克步兵營
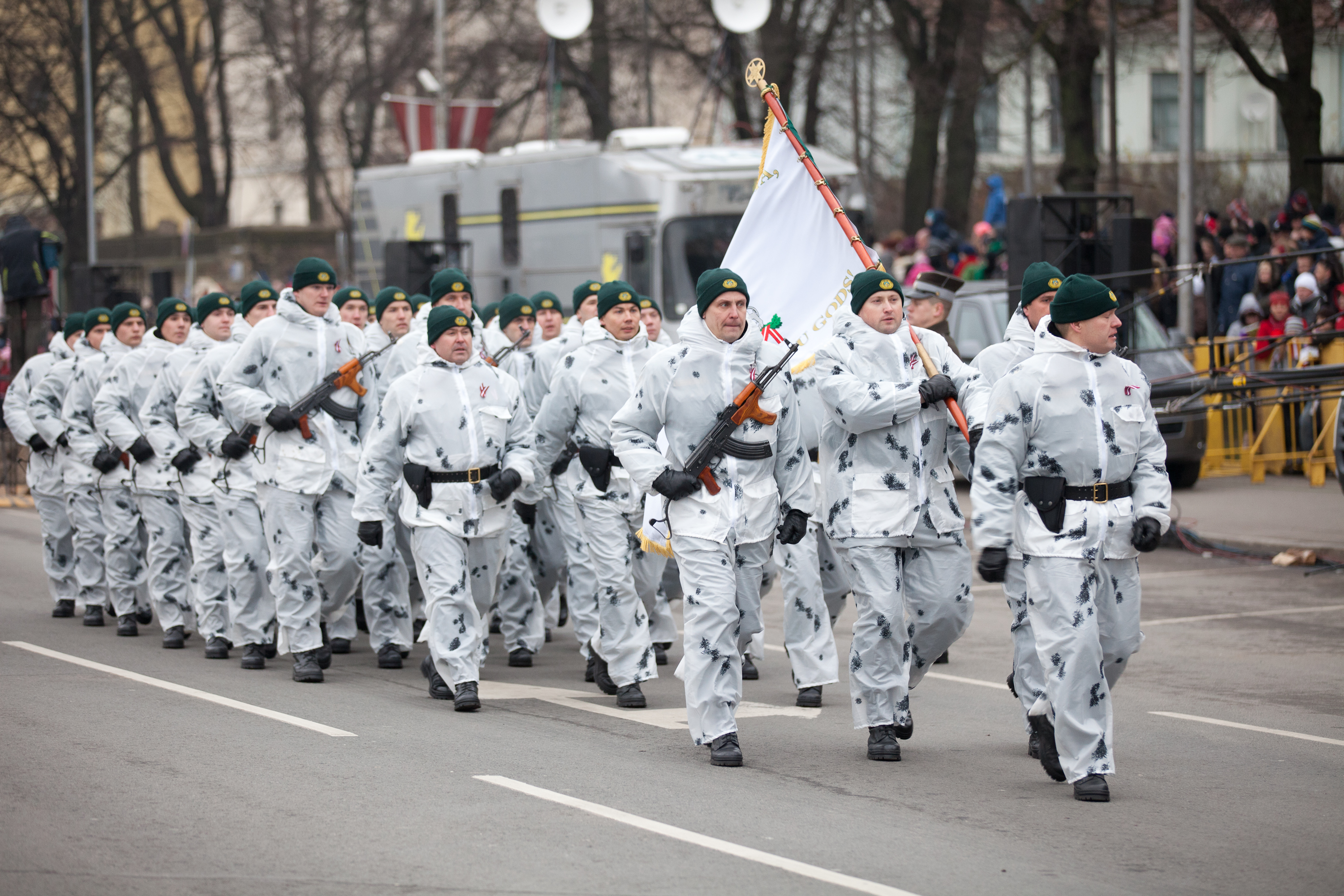
拉軍特種步兵

## 人口和宗教
总人口206.7万（2011年），拉脱维亚人占62.1%，俄罗斯人占26.9%，白俄罗斯人占3.3%，其他民族有波兰人，立陶宛人，乌克兰人等。多数人信奉宗教，但是只有7%经常性参加教会活动。   根據2019年統計，約有68.84%的人口信仰基督教，其中新教路德宗有36.51%，天主教有19%，东正教有13.49%，其他教派有1.42%。而無宗教信仰的人口有31.09%。而拉脫維亞也是性別比差異最大的國家，是少數女多男少的地區，差距約在18%。
加入歐盟後大量青年人前往歐洲其他國家找工作，導致人口流失近2成，2018年初調查僅剩195萬人。

### 语言

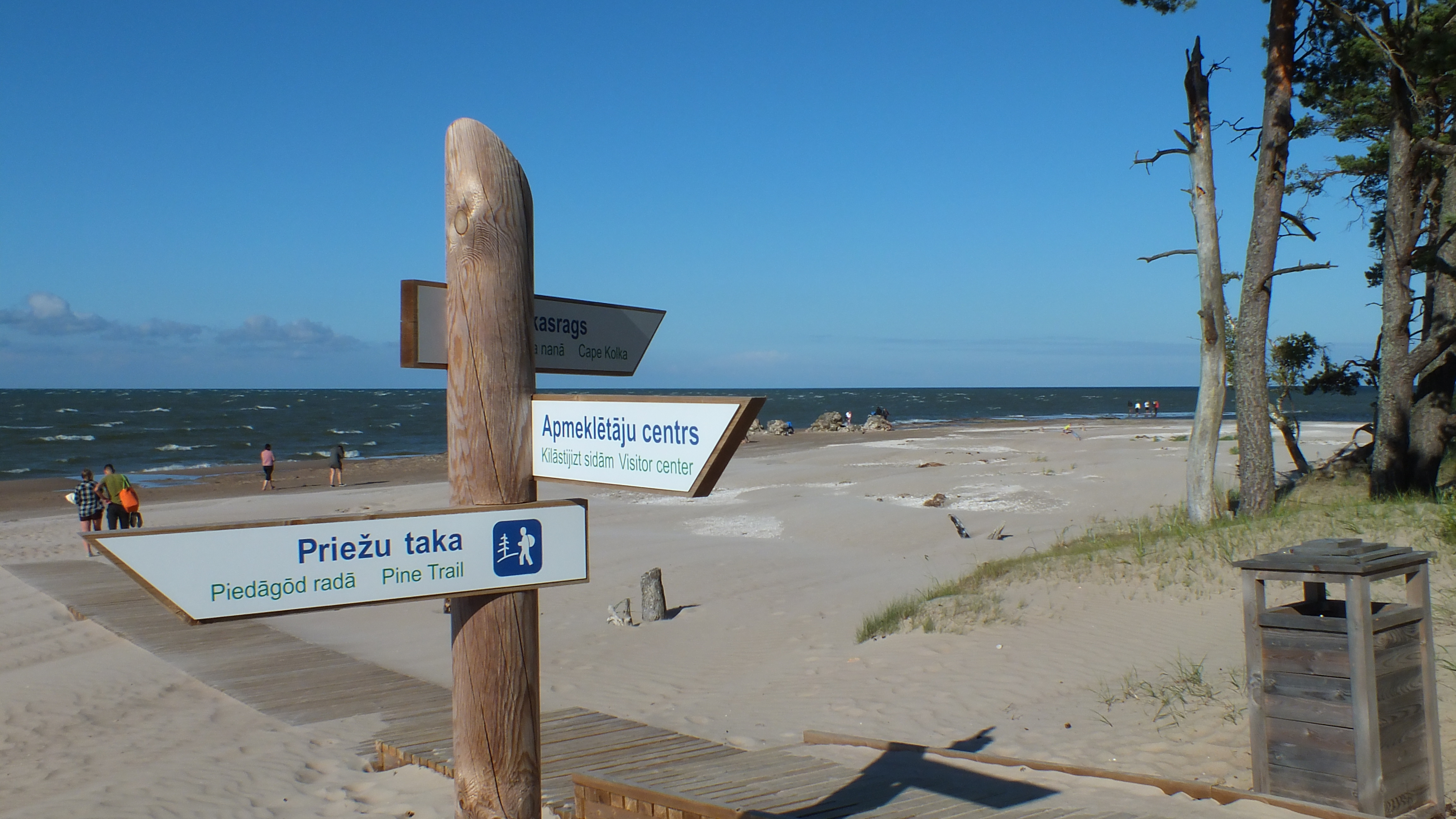
立窝尼亚海岸上的一处路牌用拉脱维亚语（上）、立窩尼亞語（下左）及英文（下右）书写

拉脱维亚语是拉脱维亚的官方语言，且為歐盟官方語言之一，與立陶宛語同屬印歐語系波羅的語族，但彼此無法互通。拉脫維亞東部拉特加爾地區的居民通用拉特加萊語。關於拉特加萊語是獨立語言還是拉脫維亞語的方言，現在仍然有爭議。立窩尼亞人作為拉脱维亚的原住民族，則使用烏拉爾語系的立窩尼亞語，现今，拉特加萊語以及立窩尼亞語均得到了拉脫維亞法律的保護，在語言復興者的努力下，使用立窩尼亞語的人口开始有小规模的增加。在冷战期间因为苏联的教育政策以及俄裔人口迁入拉脱维亚，拉脱维亚部分人口也通晓俄语。但是在拉脱维亚脱离苏联独立后，拉脱维亚语被确立为拉脱维亚唯一的官方语言，在日常生活中使用拉脱维亚语的比例在该国的多个地区均有上升趋势，而俄语则在非公民国籍政策下被视为外來移民所使用的語言而逐渐被边缘化。

### 非公民問題
1991年10月15日通過的拉脫維亞最高蘇維埃《關於拉脫維亞國民公民權恢復與歸化基本原則》的決定，產生了拉脫維亞的“非公民”問題。根據決議，只有1940年前在拉脫維亞出生的人及其後代，其拉脫維亞國籍纔獲得承認。超過70萬人，接近總人口的30%，失去了拉脫維亞國籍。
1994年制訂的國籍法規定了入籍程序，從1995年2月1日開始生效。此段時間內，只有少數非公民可以通過此程序重新取得國籍。在1998年的全民表決中，拉脫維亞國籍法重新修訂，使得大部分非公民，在通過語言、歷史和憲法知識考試後可以重新取得國籍。 但是對於大部分上了年紀的俄羅斯居民，由於在蘇聯時期拒絕學習拉脫維亞語，或錯過了學習的最佳時機，學習拉脫維亞語成了一大難題。根據統計，超過60歲的人在非公民中佔據了絕大多數。因此從2011年9月1日開始，降低了65歲以上非公民的語言考試難度。
1995年，通過的法律定義了非公民的地位。2019年，拉脱维亚总统萊伊蒙茨·維尤尼斯签署法令，同意自2020年1月1日以后，非公民在拉脱维亚生育的婴儿，自出生起即获得拉脱维亚公民身份，不得再给予非公民身份。

## 文化
拉脱维亚在文化和历史上分为五个文化区域：库尔兰、瑟米加利亚、维泽梅、塞罗尼亚和拉特加尔。每个文化区域的方言、風俗和特点都有所不同。自由纪念碑三星的符号并不代表拉脱维亚的文化区域，而是三个部分结合在一起形成一个独立的拉脱维亚共和国。这些是拉脱维亚人和立窝尼亚人居住的土地，在俄罗斯帝国中被划分为三个独立的省：库尔兰省、维泽梅省和维捷布斯克省。其中库尔兰省管辖库尔兰，瑟米加利亚和塞罗尼亚；维泽梅省管辖维泽梅（还包括爱沙尼亚南部的部分地区）；維捷布斯克省管辖拉特加尔。维捷布斯克省的拉脱维亚部分与维兹梅省的拉脱维亚部分一起加入了库尔兹梅省，成立了拉脱维亚共和国。首都里加传统上属于维泽梅地区，但是自二战后快速城市化以来，里加及其附近区域已发展成为一个与维泽梅的其他地区不同的独立地区。

### 教育
拉脱维亚有34所高等教育机构，其中6所是古典大学型高等教育机构，其中2所是国立大学。拉脱维亚《高等教育机构法》第7条规定，只有拉脱维亚警察学院（已撤销）和拉脱维亚国防学院具有国家高等教育机构的地位，而其他高等教育机构则是“派生的国立学校” (国家可能是其联合创始人)。该国最大的大学是拉脱维亚大学。高等教育是有偿的，但是国家按照计划中规定的要求向学生收取学费，使一定数量的学生有机会在这些“预算地方”免费学习。由于高等教育机构在行政和财务方面完全自治，因此学费，奖学金，教师工资等完全由高等教育机构的董事会自行决定。

### 饮食

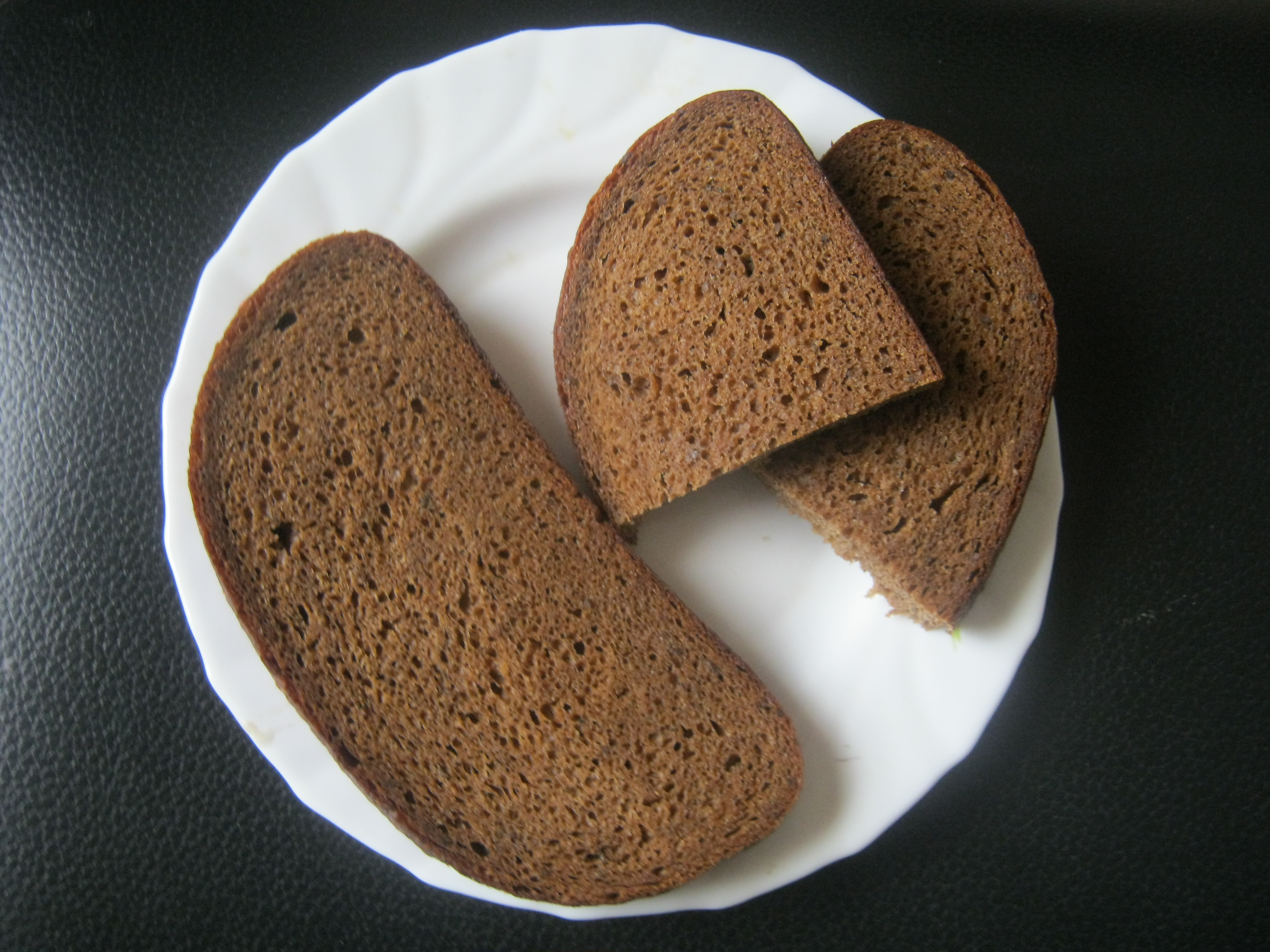
拉脱维亚传统的黑麦面包“Rupjmaize”

拉脱维亚美食通常由农产品组成，大部分主要菜肴都以肉类为特色。由于拉脱维亚位于波罗的海沿岸，所以鱼也经常被食用。拉脱维亚美食也受到邻国的影响，如俄罗斯、立陶宛等国。拉脱维亚食谱中的常见的食材在当地可以找到，例如马铃薯、小麦、大麦、白菜、洋葱、鸡蛋和猪肉。拉脱维亚食物通常脂肪含量很高，并且很少使用香料。
豌豆和火腿通常被视为拉脱维亚人的主食。拉脱维亚人也食用酸模汤（Sorrel soup）。“Rupjmaize”一种是用黑麦制成的黑面包，也是该国的主食之一。
拉脱维亚人也有饮用啤酒的传统，啤酒是拉脱维亚消耗最多的酒精饮料。首都里加自2011年起开始在五月末举行一年一度的“拉脱维亚啤酒节”，啤酒节聚集了来自国内外的啤酒爱好者和拉脱维亚和世界各地的数十家啤酒厂，吸引了许多游客。里加黑香脂（Rīgas Melnais balzams）是拉脱维亚的一种传统酒类饮料，最晚出现于1752年。

## 外交
中華民國於1936年曾與拉脫維亞建立公使級外交關係，但1940年拉脫維亞被蘇聯吞併後，兩國外交關係中止。1991年拉脫維亞與中華人民共和國建交。而中華民國曾於1992－1994年與拉建立總領事關係，關係中止後，兩國仍然維持著良好的半官方往來，中華民國在里加市設有駐拉脫維亞台北代表團。
因蘇聯問題，拉脫維亞對俄國極其反感，拉脫維亞亦配合歐盟對俄羅斯實施經濟制裁，並開始開拓諸如巴西、澳洲等貿易市場，目前已取得部份成效，但是軍事安全上仍依賴北約及美國。